# جایزه سوفیا
جایزه سوفیا (پرتغالی: Prémios Sophia) جایزهٔ ملی فیلم در کشور پرتغال است که توسط «آکادمی سینمای پرتغال» اهدا می‌شود.
این جایزه نام خود را از نام کوچکِ نویسنده و شاعر برجستهٔ پرتغالی «سوفیا دِ مِلو براینر اَندرسِن» وام گرفته است.
جوایز در سال ۲۰۱۲ بنیان‌گذاری شدند، یک سال پس از تأسیس آکادمی هنرها و علوم سینمایی پرتغال. رئیس آکادمی، پائولو ترانکوسو، اظهار داشت که هدف اصلی از ایجاد این جوایز، شناسایی و تقدیر از برتری در سینمای کشور بوده است، با در نظر گرفتن نمونه‌هایی از جوایز سالانه مشابه در اروپا مانند جوایز گویا در اسپانیا یا جوایز سزار در فرانسه.
نخستین دوره این جوایز در تاریخ ۲۶ نوامبر ۲۰۱۲ در «سینماتکا پرتغاله» برگزار شد، جایی که سه جایزه یک عمر دستاورد به کارگردان و تهیه‌کننده آنتونیو دا کونیا تلس، فیلم‌ساز آنتونیو ماکدو و بازیگر زن ایزابل روت اهدا شد.